# Zlatomir Obradov
Zlatomir Obradov (Bašaid, 25 gennaio 1941 – Ploče, 24 aprile 2013) è stato un calciatore e allenatore di calcio jugoslavo.

## Carriera

### Giocatore
Iniziò la carriera agonistica nel Proleter Zrenjanin dove giocò 4 stagioni. 
Nel 1966 passò all'Hajduk Spalato con il quale debuttò in Prva Liga il 21 agosto dello stesso anno nella partita contro il  NK Zagabria. Il 24 maggio in finale di  Coppa di Jugoslavia 1966-1967 segnò al 52' minuto il goal che valse la vittoria ai danni del Sarajevo e che portò per la prima volta tale trofeo nella bacheca dei  bili.

### Allenatore
Nel 1975 è stato per metà stagione allenatore del RNK Spalato.

## Palmarès

### Giocatore

#### Competizioni nazionali
- Coppa di Jugoslavia: 1

Hajduk Spalato: 1966-1967